# Heiligenfelde (Altmärkische Höhe)
Heiligenfelde è una frazione del comune tedesco di Altmärkische Höhe, nel land della Sassonia-Anhalt.
Fino al 31 dicembre 2009 ha costituito un comune autonomo.